# Peter New
Peter New (sinh ngày 30 tháng 10 năm 1971) là diễn viên lồng tiếng Canada.